# René Verhulst
L.J. (René) Verhulst (Kapelle, 28 september 1960) is een Nederlands jurist, schrijver, politicus en bestuurder. Hij is lid van het CDA. Sinds 8 september 2017 is hij burgemeester van Ede.

## Loopbaan
Na zijn schoolopleiding aan het Christelijk Lyceum voor Zeeland studeerde Verhulst Nederlands recht aan de toenmalige Rijksuniversiteit Utrecht. Na zijn studie werd hij directiesecretaris en bedrijfsjurist van de Stichting Sociale Woningbouw Utrecht. Vervolgens was hij werkzaam bij het Nederlands Christelijk Werkgeversverbond (NCW) in Den Haag op het terrein van arbeidsverhoudingen, economie en milieu. In 1992 werd hij secretaris van het college van bestuur aan de Nyenrode Business Universiteit. Namens het CDA was hij vanaf 1994 gemeenteraadslid van Utrecht. Bij de tussentijdse verkiezingen in Utrecht in 2000 was hij voor het CDA lijsttrekker. 
Op 3 januari 2001 werd Verhulst er wethouder van onderwijs, grondzaken, wijkveiligheid en regiozaken. Hij was er tevens locoburgemeester en wijkwethouder voor de wijken West en Vleuten-de Meern. In 2005 trad hij af als wethouder en werd hij wederom secretaris van het college van bestuur van Nyenrode. Daarna was hij van 2006 tot 2010 directeur bedrijfsvoering van de faculteit economie en bedrijfskunde aan de Universiteit van Amsterdam. Tevens was hij tot november 2010 columnist bij De Nieuwe Utrechter.

## Burgemeester
Op 1 december 2010 werd Verhulst burgemeester van Goes. Op 8 september 2017 werd hij burgemeester van Ede. Hij kreeg in Ede onder meer algemene bestuurlijke zaken (waaronder juridische advisering, klachtenafhandeling, kabinetszaken, secretariaatszaken & griffiezaken), integrale veiligheid (waaronder toezicht & interventie team), openbare orde & veiligheid, brandweer, rampen & calamiteitenbestrijding, horeca, citymarketing, externe betrekkingen & public affairs, burgerzaken, evenementenveiligheid en Euregio in zijn portefeuille.
Verhulst was informateur in Zeeland na de Provinciale Statenverkiezingen van 2019. Naast zijn nevenfuncties ambtshalve werd Verhulst voorzitter van de Stichting Beroepsopleiding Gemeentejuristen en voorzitter van de Stichting Fonds Hans Oostendorp. Met ingang van 8 september 2023 werd hij herbenoemd als burgemeester van Ede.

## Schrijver
Verhulst publiceerde in 2000 het boek Achterkant Stadhuis, een sleutelroman over de Utrechtse gemeentepolitiek. Het succes van dit boek deed hem een aantal vervolgdelen schrijven: Stadhuis (2001), Stadhuisbrug (2003) en Stadshart (2006). Verhulst schreef ook enkele jeugdboeken. Op basis van de personages van de Bob Evers-serie schreef hij: Lawaai in Luxemburg, Helse capriolen door een molen en Potsierlijke praktijken in een pakhuis. Op 5 juni 2012 won Verhulst de schrijfwedstrijd van de Vereniging van Nederlandse Gemeenten met zijn verhaal getiteld: De terugkeer van de burgemeester. Verhulst schreef ook mee aan het boek: Zondig in Zeeland dat in september van datzelfde jaar verscheen. In juni 2013 schreef Verhulst in samenwerking met Danker Jan Oreel het stripboek De banneling van Tobago. 
Het in 2021 gepubliceerde boek Stakende Stemmen leidde tot Kamervragen. In het boek nam Verhulst het internetplatform EdeDorp op de korrel.

## Persoonlijk
Verhulst is getrouwd en heeft twee kinderen. Hij is lid van de Protestantse Kerk in Nederland (PKN).
- Gemeinsame Normdatei: 173509371
- International Standard Name Identifier: 0000 0003 5827 8577
- Nederlandse Thesaurus van Auteursnamen: 217862993
- Virtual International Authority File: 206301776
- WorldCat: E39PBJcrfC8MQ4vhkRHYcD8KVC